# Little Boy
"Little Boy" ("cậu bé") là mật danh của quả bom nguyên tử được ném xuống thành phố Hiroshima (Nhật Bản) vào ngày 6 tháng 8 năm 1945 trong Chiến tranh thế giới thứ hai. Đây là vũ khí hạt nhân đầu tiên được sử dụng trong chiến tranh. Quả bom Little Boy được thả xuống bởi pháo đài bay Boeing B-29 Enola Gay do Đại tá Paul W. Tibbets, Jr.—chỉ huy Liên phi đoàn Hỗn hợp 509 thuộc Không lực Lục quân Hoa Kỳ (USAAF)—và Đại úy Robert A. Lewis điều khiển. Vụ nổ có sức công phá tương đương 15,000 tấn TNT (thuốc nổ) (63 TJ), gây ra thảm hoạ kinh hoàng đối với thành phố Hiroshima. Vụ ném bom nguyên tử xuống Hiroshima là vụ nổ hạt nhân thứ hai trong lịch sử (vụ nổ hạt nhân đầu tiên là cuộc thử nghiệm Trinity).
Little Boy được phát triển bởi nhóm của Thiếu tá Hải quân Francis Birch tại Phòng thí nghiệm Los Alamos thuộc Dự án Manhattan trong Thế chiến thứ hai, sau khi quả bom hạt nhân đầu tiên mang tên Thin Man không thành công. Giống như Thin Man, Little Boy cũng là loại vũ khí phân hạch dạng súng; tuy nhiên, phản ứng nổ của Little Boy là do phản ứng phân hạch của đồng vị urani-235 (235U), trong khi Thin Man dựa trên sự phân hạch của plutoni-239 (239Pu). Phản ứng phân hạch được thực hiện bằng cách dùng thuốc nổ đẩy nitrocellulose bắn một "viên đạn" (bullet) hình trụ rỗng đến "bia" (target) hình trụ đặc làm bằng cùng loại vật liệu. Little Boy chứa 64 kg urani được làm giàu cao, mặc dù lượng urani thực sự tham gia quá trình phân hạch hạt nhân chiếm chưa đến 1 kg. Các thành phần của quả bom được chế tạo tại ba nhà máy khác nhau để không ai có bản sao của thiết kế hoàn chỉnh.
Sau khi Chiến tranh thế giới thứ hai kết thúc, không ai cho rằng thiết kế Little Boy, vốn có hiệu suất thấp, sẽ được sử dụng lại; do vậy, nhiều tài liệu và bản vẽ liên quan đã được hủy. Tuy nhiên, vào giữa năm 1946, các lò phản ứng của Khu phức hợp sản xuất hạt nhân Hanford bắt đầu chịu tác động nặng nề từ hiệu ứng Wigner (tức hiện tượng các nguyên tử trong chất rắn bị lệch vị trí do bức xạ neutron gây ra), đồng thời, plutoni trở nên khan hiếm, vì vậy sáu tổ hợp Little Boy đã được sản xuất tại Căn cứ Sandia. Cục Vũ khí Hải quân Hoa Kỳ đã chế tạo 25 tổ hợp Little Boy khác vào năm 1947 để sử dụng cho máy bay chống ngầm hạt nhân Lockheed P2V Neptune được phóng từ các tàu sân bay lớp Midway. Đến cuối tháng 1 năm 1951, toàn bộ tất cả các tổ hợp Little Boy đều không còn được sử dụng.

## Tên gọi
Nhà vật lý Robert Serber đã đặt tên cho hai thiết kế bom nguyên tử đầu tiên dựa trên hình dạng của chúng: "Thin Man" và "Fat Man". Thin Man có thiết kế dài, mỏng; tên của nó xuất phát từ nhân vật The Thin Man trong tiểu thuyết trinh thám của nhà văn Dashiell Hammett và loạt phim cùng tên. Fat Man lại có thiết kế mập, tròn, nên được đặt theo tên của Kasper Gutman, một nhân vật có hình dáng tròn trĩnh trong tiểu thuyết The Maltese Falcon cũng của Hammett xuất bản năm 1930, đồng thời do diễn viên Sydney Greenstreet thủ vai trong phiên bản điện ảnh ra mắt năm 1941. Little Boy được đặt tên nhằm liên tưởng đến Thin Man vì hình dáng của nó dựa trên thiết kế của Thin Man.

## Quá trình phát triển
Do có khả năng phân hạch, đồng vị urani-235 (235U) là vật liệu đầu tiên được sử dụng trong quá trình phát triển bom nguyên tử. Little Boy đôi khi còn được gọi là Mark I (phiên bản số 1) vì đó là thiết kế bom hạt nhân đầu tiên được nghiên cứu, phát triển (cũng đồng thời là thiết kế đầu tiên được sử dụng trong quân sự). Công việc chủ yếu trong giai đoạn phát triển Little Boy là quá trình làm giàu đồng vị urani đủ dùng trong bom nguyên tử, vì lượng 235U chỉ chiếm tỉ lệ nhỏ (1 phần 140) trong urani tự nhiên. Tuy vậy, quá trình làm giàu đồng vị urani là một thách thức lớn vào thời điểm đó. Ủy ban tư vấn thuộc Viện Hàn lâm Khoa học Quốc gia, do Arthur Compton đứng đầu, đã gửi báo cáo cho Vannevar Bush vào tháng 5 năm 1941, cho rằng việc phân tách đồng vị 235U từ nguồn quặng urani cần mất ít nhất ba đến năm năm, ngay cả trong những giải pháp lạc quan nhất. Việc làm giàu urani được thực hiện tại Oak Ridge, Tennessee, nơi nhà máy tách điện từ mang mật danh Y-12 bắt đầu chính thức vận hành vào tháng 3 năm 1944. Tháng 6 năm 1944, những lô vật liệu urani làm giàu cao (HEU) đầu tiên đã được gửi đến Phòng thí nghiệm Los Alamos.
Hầu hết lượng urani cần dùng để sản xuất bom nguyên tử được khai thác từ mỏ Shinkolobwe (Congo). Năm 1940, khoảng 1.200 tấn thiếu (1.100 tấn) quặng uraninit (chứa 65% urani oxide) được vận chuyển từ Congo đến đảo Staten, New York nhờ vào tầm nhìn xa của Edgar Sengier, Giám đốc điều hành công ty High Katanga Mining Union (Viết tắt: UMHK từ tên tiếng Pháp: "Union Minière du Haut Katanga"). Ít nhất một phần trong lô hàng này, cùng với số lượng quặng urani và urani oxide mà nhóm Sứ mệnh Alsos (Alsos Mission) thu giữ được vào năm 1944 và 1945, đã được vận chuyển đến Oak Ridge để tách đồng vị urani; ngoài ra, sau khi quân đội Đức đầu hàng vào tháng 5 năm 1945, có thêm 1.232 pound (559 kg) urani oxide được thu giữ trên tàu ngầm U-234 của Đức đang trên đường đến Nhật Bản. Edgar Sengier sau này đã giúp Thiếu tướng Leslie Groves trong việc sở hữu toàn bộ các mỏ quặng urani và thori trên toàn thế giới—thông qua việc thành lập tổ chức Combined Development Trust—nhằm phục vụ cho dự án Manhattan.

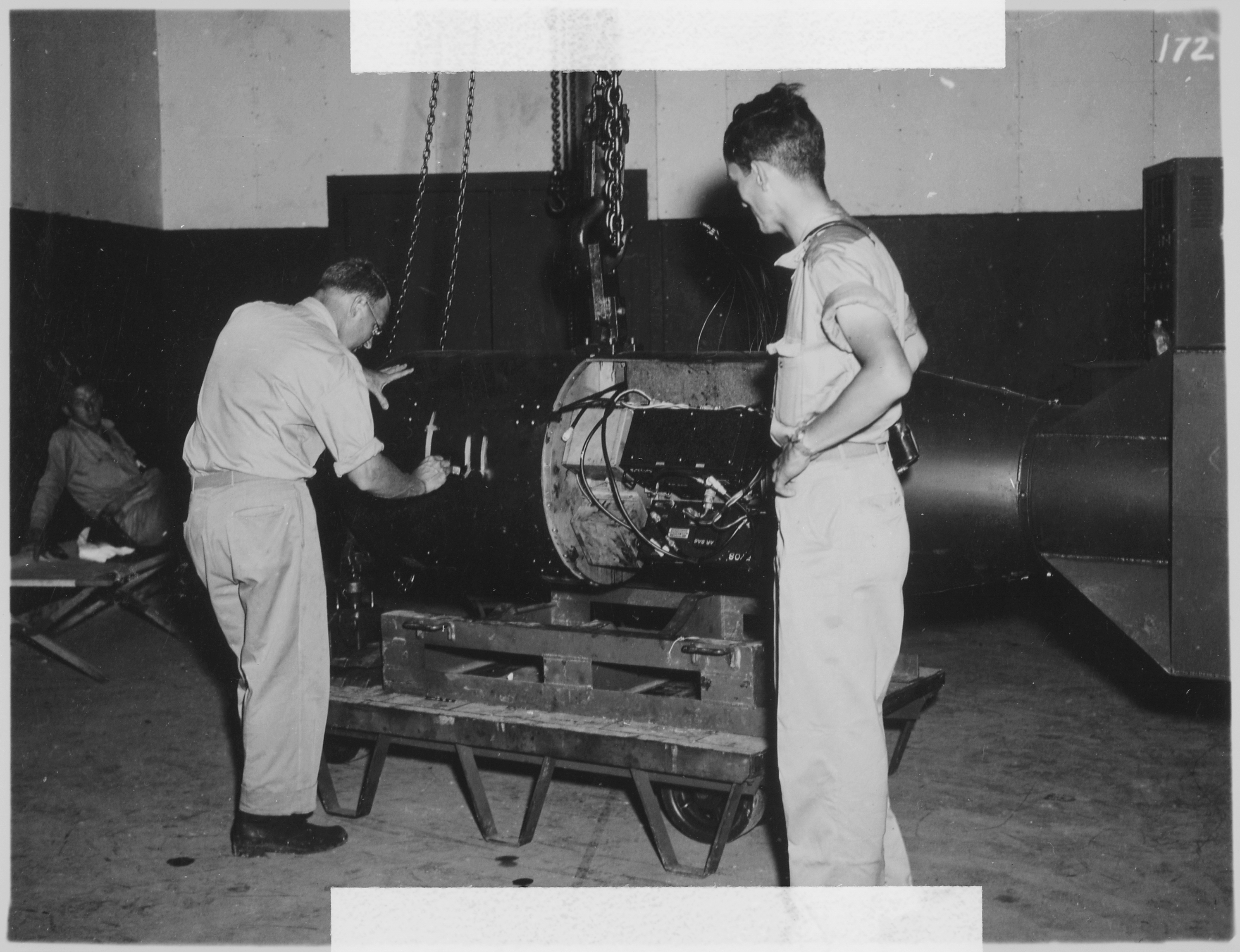
Là những thành viên trong Dự án Alberta, Thiếu tá Francis Birch (trái) đang lắp ráp quả bom còn nhà vật lý Norman Ramsey đang đứng quan sát. Đây là một trong những bức ảnh hiếm hoi cho thấy cấu trúc bên trong quả bom Little Boy.

Tuy cùng là loại vũ khí phân hạch dạng súng, Little Boy là phiên bản đơn giản hóa của Thin Man. Thin Man, dài 17 feet (5,2 m), được thiết kế để sử dụng chất phóng xạ plutoni, vì vậy nó cũng có thể sử dụng nhiên liệu urani đã được làm giàu. Thiết kế của Thin Man đã bị loại bỏ sau khi Emilio G. Segrè và Nhóm P-5 của ông tại Los Alamos, bằng thực nghiệm, đã phát hiện plutoni tạo ra bằng lò phản ứng tái sinh (reactor-bred plutonium) chứa lượng tạp chất đồng vị plutoni-240 (240Pu) cao hơn so với loại plutoni tạo ra từ máy gia tốc cyclotron (cyclotron-produced plutonium). Loại đồng vị này có tốc độ phân hạch tự phát cao, làm tăng thông lượng neutron nhanh chóng, dẫn đến hiện tượng tự nổ sớm khi chất phóng xạ trong vũ khí hạt nhân chưa đạt đến khối lượng tới hạn, gây nguy hiểm. Do vậy, thiết kế của Thin Man bị loại bỏ và chuyển hướng sang mẫu thiết kế bom hạt nhân phức tạp hơn, mang tên Fat Man.
Vào tháng 7 năm 1944, hầu hết tất cả các nghiên cứu tại Los Alamos đều tập trung phát triển loại vũ khí phóng xạ plutoni kiểu nổ sập. Toàn bộ hoạt động phát triển vũ khí phóng xạ urani kiểu súng được giao cho Sư đoàn Pháo binh dưới sự lãnh đạo của Đại tá William S. Parsons. Dưới quyền của Đại tá Parsons, Thiếu tá Francis Birch, nhà địa vật lý đang làm việc tại Đại học Harvard, được giao phụ trách công việc thiết kế, phát triển và kỹ thuật liên quan đến vũ khí urani kiểu súng. Trái ngược với vũ khí hạt nhân plutoni kiểu nổ sập và plutoni kiểu súng, vũ khí hạt nhân urani kiểu súng có thiết kế đơn giản hơn nhiều. Ý tưởng của nhóm nghiên cứu rằng trong trường hợp dự án bom hạt nhân plutoni thất bại, người ta vẫn có thể sử dụng thiết kế bom kiểu súng. Do vậy, bom phân hạch kiểu súng được thiết kế chỉ dùng urani được làm giàu, và từ đó, nhóm nghiên cứu đã đơn giản hóa thiết kế Thin Man. Loại vũ khí mới này, mang tên Little Boy, chỉ dài khoảng 6 foot (1,8 m)—so với Thin Man dài tới 17 foot (5,2 m)—và nhẹ hơn Thin Man khoảng 10.000 pound (4.500 kg). Nó có kích thước đủ nhỏ để chứa gọn trong khoang máy bay B-29.
Đến tháng 2 năm 1945, thông số thiết kế kỹ thuật của quả bom Little Boy được hoàn thiện và hoạt động sản xuất các linh kiện bắt đầu được tiến hành. Việc sản xuất các linh kiện của Little Boy được thực hiện tại ba nhà máy khác nhau để không ai có bản sao của thiết kế hoàn chỉnh cuối cùng. Phần súng và khóa nòng được chế tạo bởi Nhà máy sản xuất súng Hải quân ở Washington, D.C.; phần bia mục tiêu và một số bộ phận khác được sản xuất tại Nhà máy Pháo binh Hải quân ở Center Line, Michigan; còn khung đuôi và giá đỡ được Công ty Expert Tool and Die ở Detroit, Michigan, chế tạo. Đầu tháng 5 năm 1945, toàn bộ cấu trúc quả bom Little Boy đã được lắp hoàn chỉnh, tuy nhiên chưa được nạp nhiên liệu urani. Kỹ sư Công binh Lục quân Quận Manhattan Kenneth Nichols dự kiến vào ngày 1 tháng 5 năm 1945 sẽ tiến hành làm giàu urani để "dùng cho loại vũ khí đầu tiên ngày 1 tháng 8 và vũ khí thứ hai vào khoảng tháng 12", giả định rằng vũ khí thứ hai sẽ có thiết kế kiểu súng. Người ta cũng xem xét đến việc thiết kế một quả bom phóng xạ urani làm giàu loại nổ sập và điều này dự kiến sẽ làm tăng tiến độ sản xuất. Đầu đạn urani làm giàu được sản xuất vào ngày 15 tháng 6 và bia được hoàn thành vào ngày 24 tháng 7. Bia mục tiêu và tổ hợp tiền chế bom (tức quả bom được lắp ráp gần hoàn chỉnh nhưng không có thành phần phân hạch hạt nhân) rời Xưởng hải quân Hunters Point, California, vào ngày 16 tháng 7 trên tàu tuần dương hạng nặng USS Indianapolis, cập cảng tại đảo Tinian vào ngày 26 tháng 7. Các phần nạp bia urani tiếp theo được vận chuyển bằng ba chiếc máy bay không vận C-54 từ sân bay không quân Kirtland đến Tinian vào ngày 30 tháng 7.
Mặc dù tất cả các bộ phận riêng rẽ của quả bom Little Boy đều đã được thử nghiệm, tuy nhiên người ta chưa từng thực hiện cuộc thử nghiệm toàn diện nào đối với loại vũ khí hạt nhân kiểu súng trước khi nó được thả xuống Hiroshima. Vụ nổ thử nghiệm duy nhất của một ý tưởng vũ khí hạt nhân được thực hiện trên một thiết bị kiểu nổ sập sử dụng plutoni làm vật liệu phân hạch, diễn ra vào ngày 16 tháng 7 năm 1945 tại vụ thử hạt nhân Trinity. Có một số lý do mà người ta không thử nghiệm loại vũ khí phân hạch urani như Little Boy. Lý do chủ yếu là lượng urani được làm giàu rất ít so với lượng plutoni mà khi đó người ta kỳ vọng có thể được sản xuất bởi các lò phản ứng tại Cơ sở Hanford (Hanford Site). Ngoài ra, thiết kế của quả bom Little Boy đơn giản đến mức chỉ cần thực hiện các thử nghiệm trong phòng thí nghiệm với bộ tổ hợp là đủ. Không giống như loại vũ khí phân hạch kiểu nổ sập, vốn đòi hỏi sự đồng bộ phức tạp giữa các kíp nổ xếp xung quanh bia mục tiêu, thiết kế kiểu súng được đánh giá gần như chắc chắn sẽ hoạt động.
Mặc dù Little Boy được trang bị nhiều cơ chế an toàn khác nhau, tuy nhiên việc quả bom phát nổ ngoài ý muốn vẫn có thể xảy ra. Ví dụ, nếu máy bay ném bom mang theo bom hạt nhân bị rơi thì "viên đạn" rỗng có thể bị đẩy về hình trụ "bia mục tiêu", kích nổ quả bom hoặc ít nhất là giải phóng một lượng lớn bức xạ. Tuy nhiên, các thử nghiệm cho thấy để thực hiện việc kích nổ do va đập này sẽ đòi hỏi một lực tác động không khả thi có độ lớn gấp 500 lần lực hấp dẫn. Một mối lo ngại khác là một vụ va chạm và hỏa hoạn có thể kích hoạt chất nổ. Nếu ngâm trong nước, các thành phần urani sẽ xảy ra "hiệu ứng làm chậm neutron", điều này có thể không gây nổ nhưng sẽ giải phóng ô nhiễm phóng xạ. Vì lý do này, các phi công được khuyến cáo nên thả bom hạt nhân trên đất liền hơn là trên biển.

## Thiết kế

Phương pháp thiết kế bom hạt nhân kiểu súng:
1. Thuốc nổ Cordite dùng để đẩy "đạn" về phía "bia"
2. Nòng súng và đường di chuyển của "đạn"
3. "Đạn" urani-235 hình trụ rỗng
4. "Bia" urani-235 hình trụ đặc

Little Boy có chiều dài 120 inch (300 cm), đường kính 28 inch (71 cm) và nặng khoảng 9.700 pound (4.400 kg). Thiết kế của Little Boy là loại vũ khí hạt nhân kiểu súng hoạt động trên nguyên lý ép nổ một khối lượng dưới tới hạn có hình dạng rỗng của urani được làm giàu kết hợp với một "bia mục tiêu" có hình trụ đặc để tạo thành một khối lượng trên tới hạn, bắt đầu phản ứng dây chuyền hạt nhân. Điều này được thực hiện bằng cách bắn một nửa phần urani vào nửa phần kia bằng bột cordite chứa trong bốn túi lụa hình trụ. Cordite là một loại thuốc phóng không khói được sử dụng phổ biến, là hỗn hợp gồm 65% nitrocellulose, 30% nitroglycerine, 3% mỡ khoáng và 3% carbamite, được ép đùn thành các hạt hình ống. Điều này giúp cordite có diện tích bề mặt lớn và tiết diện cháy nhanh, giúp có thể đạt được áp suất nổ lên đến 40.000 psi. Thuốc phóng cordite dùng để sản xuất cho Little Boy giai đoạn chiến tranh được khai thác ở Canada; trong khi cordite sử dụng cho những quả bom Little Boy thời hậu chiến được cung cấp từ Kho vũ khí Picatinny. Quả bom Little Boy chứa 64 kg urani được làm giàu. Phần lớn trong số lượng này là loại urani được làm giàu đến 89% nhưng một số chỉ chứa 50% urani-235, do vậy, hàm lượng urani làm giàu trung bình là 80%. Tuy nhiên, chỉ chưa đến một kg urani thực hiện quá trình phân hạch hạt nhân, và chỉ có 0,6 g trong số này được chuyển hóa thành năng lượng, chủ yếu là động năng, ngoài ra còn có nhiệt và bức xạ.

### Chi tiết cấu tạo
Bên trong quả bom Little Boy, vật liệu phóng xạ urani-235 được chia thành hai phần, tuân theo nguyên tắc của một khẩu súng: "đạn" (projectile) và "bia" (target). Phần thứ nhất—"đạn"—là một hình trụ rỗng chiếm 60% tổng khối lượng quả bom (khoảng 38,5 kg), có cấu tạo chiều dài là 16,25 inch (41,3 cm). Nó bao gồm 9 vòng urani xếp chồng nhau, mỗi vòng có đường kính ngoài 6,25 inch (15,9 cm), đường kính lỗ trung tâm 4 inch (10 cm); các vòng này được ép vào nhau tạo thành hình trụ rỗng có chiều dài là 7 inch (18 cm), đặt ở một đầu của viên đạn. Phần không gian còn lại bên trong viên đạn (phía sau những vòng urani) được đặt một đĩa wolfram carbide cùng một khối thép phía sau. Ở thời điểm kích nổ, viên đạn được đẩy tới một quãng đường di chuyển 42 inch (110 cm) dọc bên trong nòng súng trơn dài 72 inch (180 cm), đường kính 6,5 inch (17 cm). Phần thứ hai của quả bom—"bia", hay còn gọi "mục tiêu" hoặc "bộ ghép" (insert)—là phần hạt nhân phóng xạ còn lại của đầu đạn, có dạng hình trụ đường kính 4 inch (10 cm), dài 7 inch (18 cm) với một lỗ dọc trục có đường kính 1 inch (2,5 cm). Bộ phận này chứa 40% tổng khối lượng phân hạch (khoảng 25,6 kg). Bia mục tiêu là một chồng 6 đĩa urani, có hình dạng giống như vòng đệm, hơi dày hơn so với các vòng urani ở đầu đạn, có thể trượt trên một thanh trụ đường kính 1 inch (2,5 cm). Sau đó, thanh trụ này kéo dài về phía trước thông qua các chi tiết bao gồm chốt chèn bằng wolfram carbide, đe hấp thụ va chạm và chốt chặn đầu, sau cùng là kéo dài ra khỏi mặt trước của vỏ bom. Toàn bộ cụm mục tiêu này được bảo vệ ở cả hai đầu bằng các đai ốc siết.
Khi được kích nổ, "viên đạn" rỗng tiến về "mục tiêu" và trượt trên thanh trụ của mục tiêu, toàn bộ urani khi đó đạt tới khối lượng trên tới hạn, đồng thời được bao bọc hoàn toàn bởi một khối chèn và thành phản xạ neutron làm bằng wolfram carbide và thép, tổng khối lượng của hai vật liệu này là 2.300 kg. Các bộ khởi tạo neutron ở phần đáy viên đạn được kích hoạt bởi cú va chạm này.
| Cấu tạo sơ lược quả bom Little Boy | |
|                                    | 1. Cánh dẫn hướng 2. Cụm báng súng bằng thép 3. Kíp nổ 4. Thuốc phóng Cordite 5. "Đạn", gồm 9 vòng urani-235 xếp chồng lên nhau, khối lượng 38,5 kg 6. Bộ cảm biến áp suất khí quyển 7. Vỏ quả bom 8. Thiết bị khai hỏa 9. Họng súng bằng thép, dài 180 cm, đường kính 17 cm 10. Dây dẫn khai hỏa 11. Cơ cấu khối chèn bằng thép 12. "Bia mục tiêu" gồm 6 vòng urani-235, khối lượng 25,6 kg 13. Bộ khối chèn và thành phản xạ neutron làm bằng wolfram carbide và thép 14. Chất khởi tạo neutron 15. Anten của radar cảnh báo đuôi Archie 16. Rãnh để lắp chốt an toàn bằng bor (không thể hiện trong hình) |

### Thiết kế phi truyền thống của Little Boy
Trong hơn 50 năm đầu tiên sau năm 1945, mọi báo cáo mô tả và bản vẽ khi công bố về cơ chế hoạt động của quả bom Little Boy đều giả định rằng "viên đạn" nhỏ hình trụ đặc được bắn vào trung tâm của một "mục tiêu" tĩnh, hình trụ rỗng, có kích thước lớn hơn. Tuy nhiên, nhiều nghiên cứu đánh giá về khối lượng tới hạn cho thấy trong cấu trúc Little Boy, khối trụ rỗng kích thước lớn hơn mới chính là viên đạn. Lõi phân hạch khi được ráp lại với nhau sau kích nổ sẽ có lượng urani-235 nhiều hơn hai lần khối lượng tới hạn của nó. Điều này đòi hỏi một trong hai phần phân hạch của quả bom phải có nhiều hơn một khối lượng tới hạn, trong đó khối lớn hơn sẽ tránh việc đạt đến khối lượng tới hạn trước khi phản ứng dây chuyền xảy ra bằng cách thiết kế hình dạng và tạo ra bề mặt tiếp xúc tối thiểu với khối chặn phản xạ neutron làm bằng wolfram carbide.
Khối urani lớn hơn có một lỗ ở trung tâm nhằm giúp phân tán khối lượng và tăng diện tích bề mặt, cho phép nhiều neutron phân hạch thoát ra, do đó ngăn chặn phản ứng dây chuyền sớm. Tuy nhiên, để phần urani rỗng lớn hơn này có thể giảm bề mặt tiếp xúc với khối chèn, thì phần urani rỗng đó phải là viên đạn, vì chỉ có phần sau của đạn tiếp xúc với khối chèn xung quanh trước khi phát nổ. Phần còn lại của wolfram carbide bao quanh mục tiêu hình trụ đặc đang có khối lượng dưới tới hạn (khi đó được các nhà thiết kế bom gọi là "bộ ghép") có một khoảng không khí giữa nó và khối chèn. Cách thiết kế này cho phép nạp được lượng vật liệu phân hạch tối đa nhất có thể vào một cấu trúc bom hạt nhân kiểu súng.

### Hệ thống kíp nổ

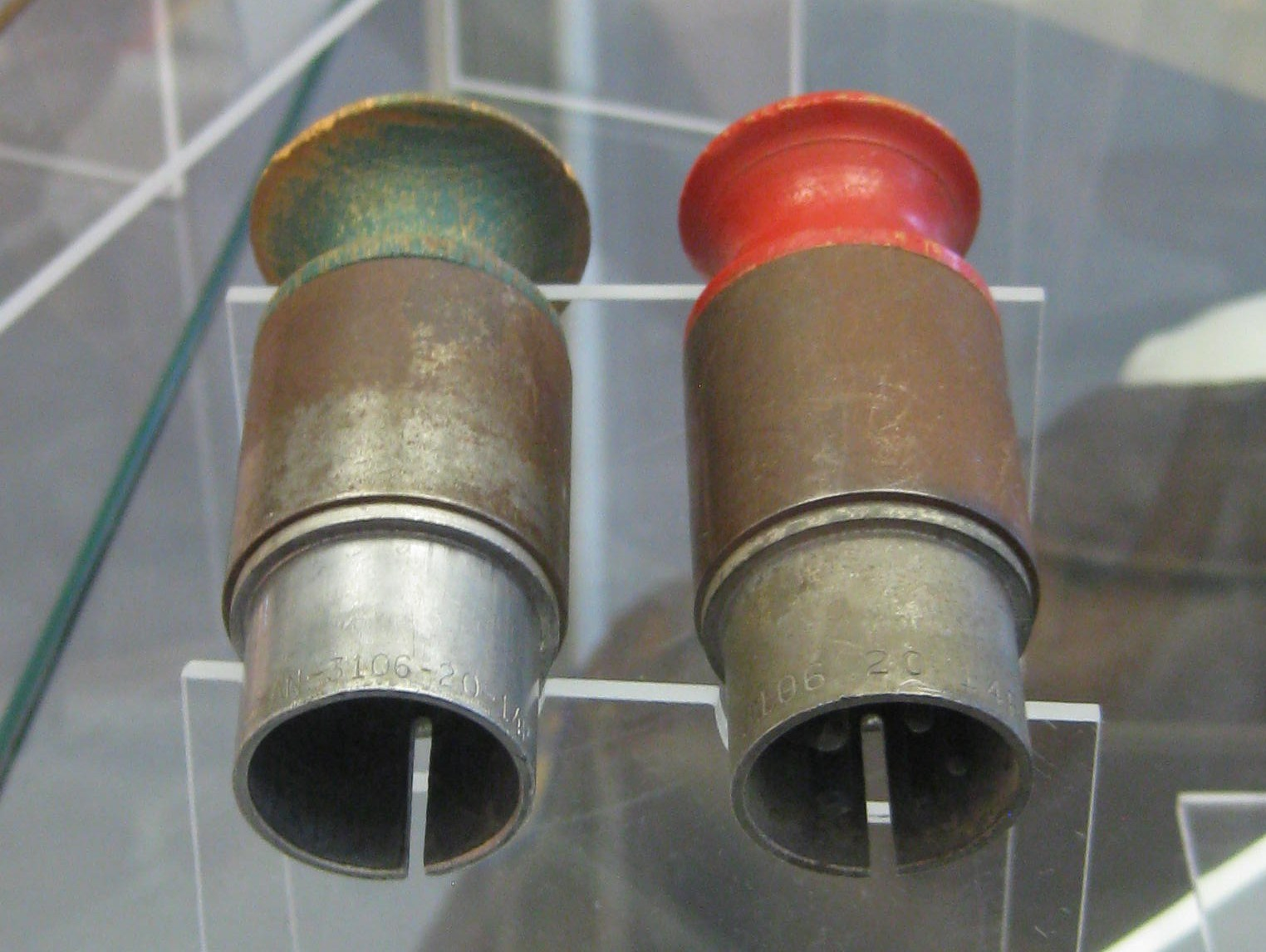
Chốt kích hoạt của quả bom nguyên tử kiểu Little Boy được trưng bày tại Trung tâm Steven F. Udvar-Hazy thuộc Bảo tàng Hàng không và Vũ trụ Quốc gia Smithsonian.

Độ cao kích nổ, một trong những chủ đề thảo luận của Ủy ban Mục tiêu (Target Committee) họp ngày 10 và 11 tháng 5 năm 1945, sẽ quyết định diện tích hủy diệt của quả bom. Độ cao kích nổ phụ thuộc chủ yếu vào đương lượng nổ. Do vậy, cần thiết kế một hệ thống kíp nổ được kích hoạt ở cao độ gây ra mức hủy diệt lớn nhất, theo các tính toán cho thấy là 580 mét. Nó sử dụng một hệ thống khóa liên động ba giai đoạn như sau:
- Một bộ hẹn giờ có nhiệm vụ đảm bảo rằng quả bom sẽ không phát nổ cho đến ít nhất 15 giây sau khi thả,[48] tương đương 1/4 thời gian rơi theo dự đoán, để đảm bảo an toàn cho máy bay thả bom. Bộ hẹn giờ được kích hoạt khi chốt kích hoạt kết nối nó với máy bay bị bung ra khi quả bom rơi xuống, chuyển sang chạy bằng pin 24 volt bên trong và khởi động bộ hẹn giờ. Sau 15 giây, quả bom sẽ cách máy bay 1.100 m, đồng thời các máy đo độ cao của radar đã được kích hoạt nguồn, lúc này, hệ thống kíp nổ được chuyển sang giai đoạn cảm biến khí áp.[47]
- Mục đích của giai đoạn cảm biến đo khí áp là nhằm trì hoãn việc kích hoạt mạch điều khiển kích nổ theo cao độ kế radar cho đến khi gần đến độ cao kích nổ. Một màng kim loại mỏng bao quanh buồng chân không (thiết kế tương tự vẫn được sử dụng ngày nay trong các khí áp kế tường kiểu cũ) dần dần bị biến dạng khi áp suất không khí xung quanh tăng lên trong quá trình hạ độ cao. Tuy nhiên, kíp nổ khí áp không được coi là đủ chuẩn để kích nổ quả bom ở độ cao chính xác, vì áp suất không khí thay đổi theo điều kiện địa phương khác nhau. Khi quả bom đạt đến độ cao thiết kế cho giai đoạn này (theo báo cáo là khoảng 7.000 foot (2.100 m)[49]), lớp màng này đóng mạch điện, kích hoạt cao độ kế radar. Giai đoạn đo khí áp đã được thêm vào vì lo ngại rằng các tín hiệu radar bên ngoài có thể gây nhiễu và kích nổ quả bom quá sớm.[47]
- Hai hoặc nhiều máy cao độ kế radar dự phòng đã được sử dụng để phát hiện độ cao cuối cùng chính xác. Khi máy cao độ kế radar xác định được độ cao chính xác, công tắc kích nổ sẽ đóng mạch, đốt cháy 3 mồi súng BuOrd Mk15, Mod 1 Navy trong chốt nòng, bắt đầu làm phát nổ 4 túi lụa, mỗi túi chứa 2 pound (0,91 kg) thuốc nổ cordite đặt trong ống có rãnh khớp so le. Thuốc nổ làm phóng viên đạn urani về phía đầu đối diện của nòng súng với vận tốc cuối cùng là 300 m/s. Khoảng 10 mili giây sau, phản ứng dây chuyền xảy ra, kéo dài chưa đến 1 micro giây. Máy đo độ cao radar được sử dụng là loại radar cảnh báo đuôi APS-13 của Lục quân Hoa Kỳ, có biệt danh "Archie", thường được sử dụng để cảnh báo những phi công chiến đấu trên máy bay khác đang tiếp cận từ phía sau.[47]

## Diễn tập

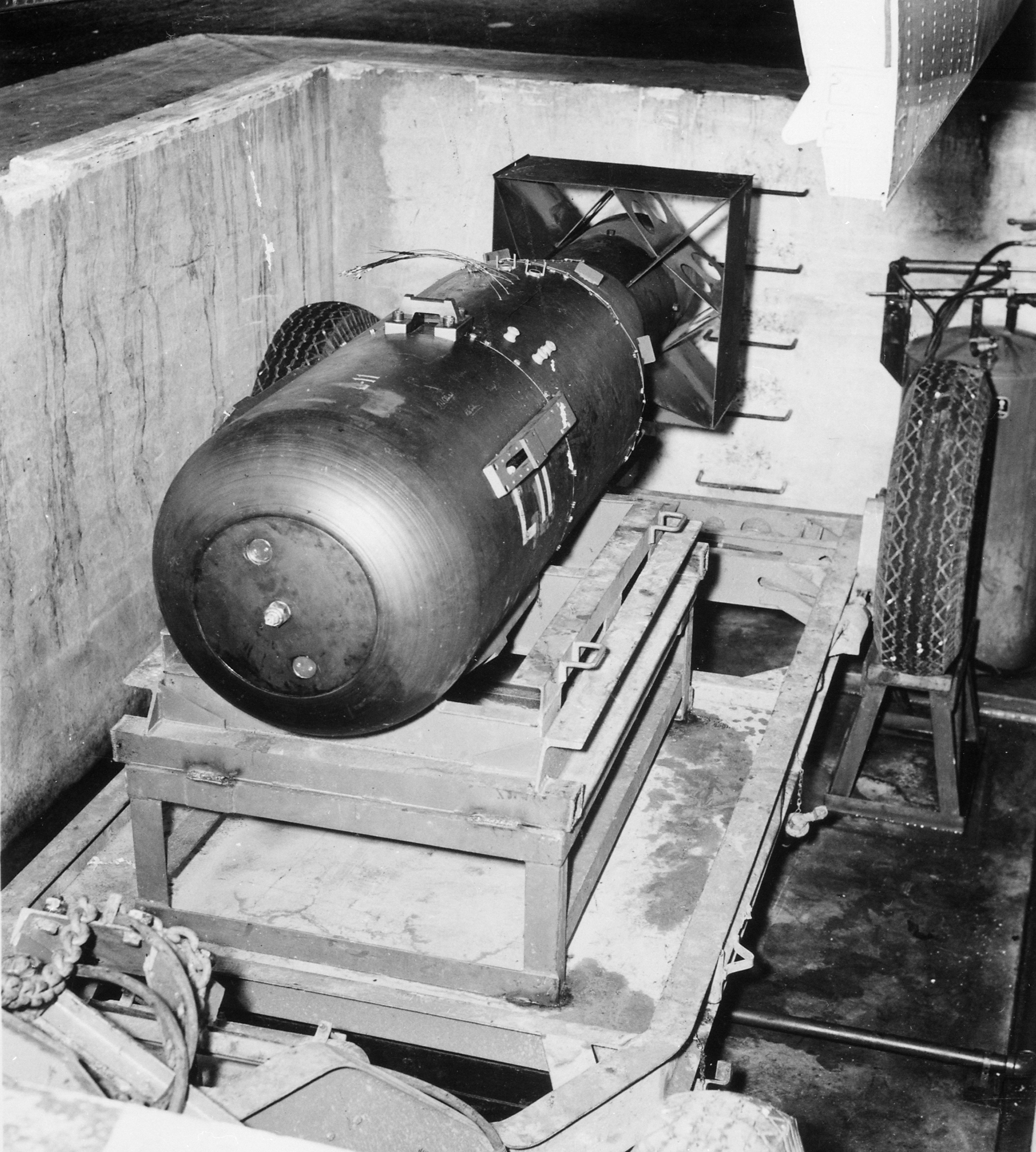
Little Boy đặt trong hầm bom trên đảo Tinian trước khi được tải lên khoang chứa của máy bay Enola Gay. Một phần của cửa khoang chứa bom máy bay có thể được thấy ở góc phải trên cùng trong hình.

Có tổng cộng 8 tổ hợp tiền chế của Little Boy được ký hiệu là L-1, L-2, L-3, L-4, L-5, L-6, L-7 và L-11. Trong số đó, bốn quả L-1, L-2, L-5 và L-6 đã được sử dụng trong các cuộc thả bom thử nghiệm. Cuộc thả thử nghiệm đầu tiên được thực hiện với L-1 vào ngày 23 tháng 7 năm 1945. Nó được thả xuống biển gần đảo Tinian để kiểm tra máy cao độ kế radar từ chiếc Boeing B-29—sau này được gọi là Big Stink—do Đại tá Paul W. Tibbets, chỉ huy Liên đoàn 509, cầm lái. Sau đó, hai cuộc thả thử nghiệm trên biển tiếp tục được thực hiện vào ngày 24 và 25 tháng 7, sử dụng các tổ hợp bom mã số L-2 và L-5 để kiểm tra tất cả các bộ phận của quả bom. Tibbets là phi công cho cả hai chuyến bay thử nghiệm, nhưng lần này chiếc máy bay ném bom được sử dụng là chiếc Jabit. L-6 được sử dụng như loại tổ hợp diễn tập cuối cùng vào ngày 29 tháng 7. Chiếc B-29 Next Objective do Thiếu tá Charles Sweeney lái, đã bay đến Iwo Jima, nơi người ta thực tập quy trình khẩn cấp tải bom lên máy bay dự phòng. Cuộc diễn tập này được lặp lại vào ngày 31 tháng 7, nhưng lần này L-6 được chở trên một chiếc B-29 khác mang tên Enola Gay, do Tibbets lái, và quả bom đã được thả thử nghiệm gần đảo Tinian. L-11 là tổ hợp bom được sử dụng cuối cùng cho quả bom thả ở Hiroshima.

## Vụ ném bom xuống Hiroshima

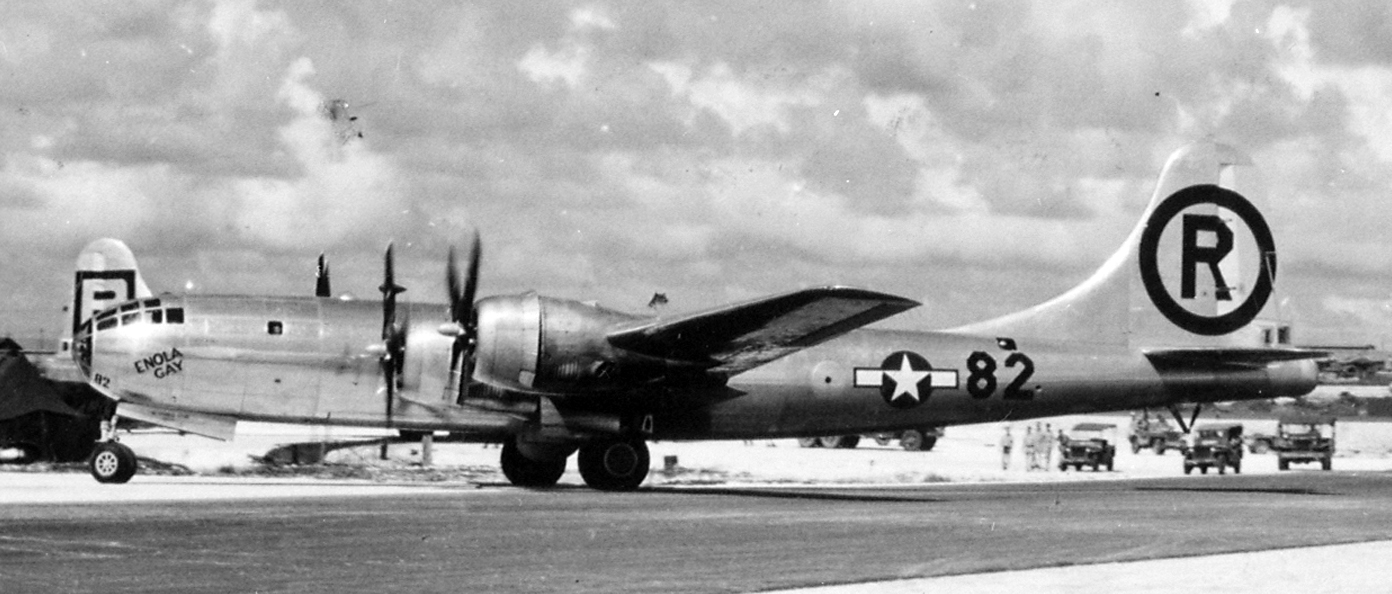
Máy bay Enola Gay sau khi hoàn thành phi vụ thả bom ở Hiroshima, đang tiến vào bãi đậu. Khi đó, chiếc máy bay thuộc biên chế Phi đội Oanh tạc cơ 6, với mã số "82" trên thân máy bay.

Ngày 31 tháng 7 năm 1945, tổ hợp L-11 của quả bom Little Boy đã hoàn chỉnh và sẵn sàng cho nhiệm vụ. Thiếu tướng Thomas Farrell thông báo cho Groves rằng có thể tiến hành thả bom vào ngày 1 tháng 8. Tuy nhiên, một cơn bão tiến vào Nhật Bản cùng ngày hôm đó đã khiến kế hoạch bị hoãn lại. Đến ngày 5 tháng 8, dự báo thời tiết cho biết điều kiện sẽ thuận lợi vào ngày hôm sau. Đại tướng Curtis LeMay chính thức xác nhận nhiệm vụ thả quả bom Little Boy sẽ được thực hiện vào ngày 6 tháng 8 năm 1945.
Phi hành đoàn trên chiếc Enola Gay gồm 12 thành viên do Cơ trưởng Paul Tibbets và Cơ phó Robert A. Lewis chỉ huy. Lúc 02:27 (múi giờ UTC+10:00) ngày 6 tháng 8, Trung sĩ (SSgt) Wyatt Duzenbury khởi động động cơ máy bay. Đến 02:45, chiếc Enola Gay bắt đầu cất cánh; theo sau vài phút cũng lần lượt cất cánh là hai chiếc máy bay đo đạc mang tên The Great Artiste và Necessary Evil.
Đại tá William Parsons, được giao nhiệm vụ mồi nổ trên máy bay Enola Gay, lo ngại về khả năng phát nổ ngoài dự tính nếu máy bay gặp sự cố khi cất cánh, vì vậy ông quyết định không nạp 4 túi bột cordite vào bom cho đến khi máy bay đã cất cánh. Sau khi cất cánh, lúc 03:00, Parsons và trợ lý của ông, Thiếu úy Morris R. Jeppson, tiến vào khoang chứa bom dọc theo lối đi hẹp ở phía cánh trái của máy bay. Jeppson cầm đèn pin rọi để Parsons ngắt các dây điện mồi, tháo phích cắm khóa báng, nạp các túi bột, thay phích cắm khóa báng và nối lại dây điện mồi. Trước khi đạt đến độ cao cần thiết tiếp cận mục tiêu, Jeppson bật 3 chốt an toàn giữa các đầu nối điện của pin bên trong và cơ chế phát hỏa chuyển từ trạng thái màu xanh lá cây sang màu đỏ. Quả bom khi đó đã sẵn sàng hoạt động. Jeppson tiếp tục theo dõi mạch điện của quả bom.

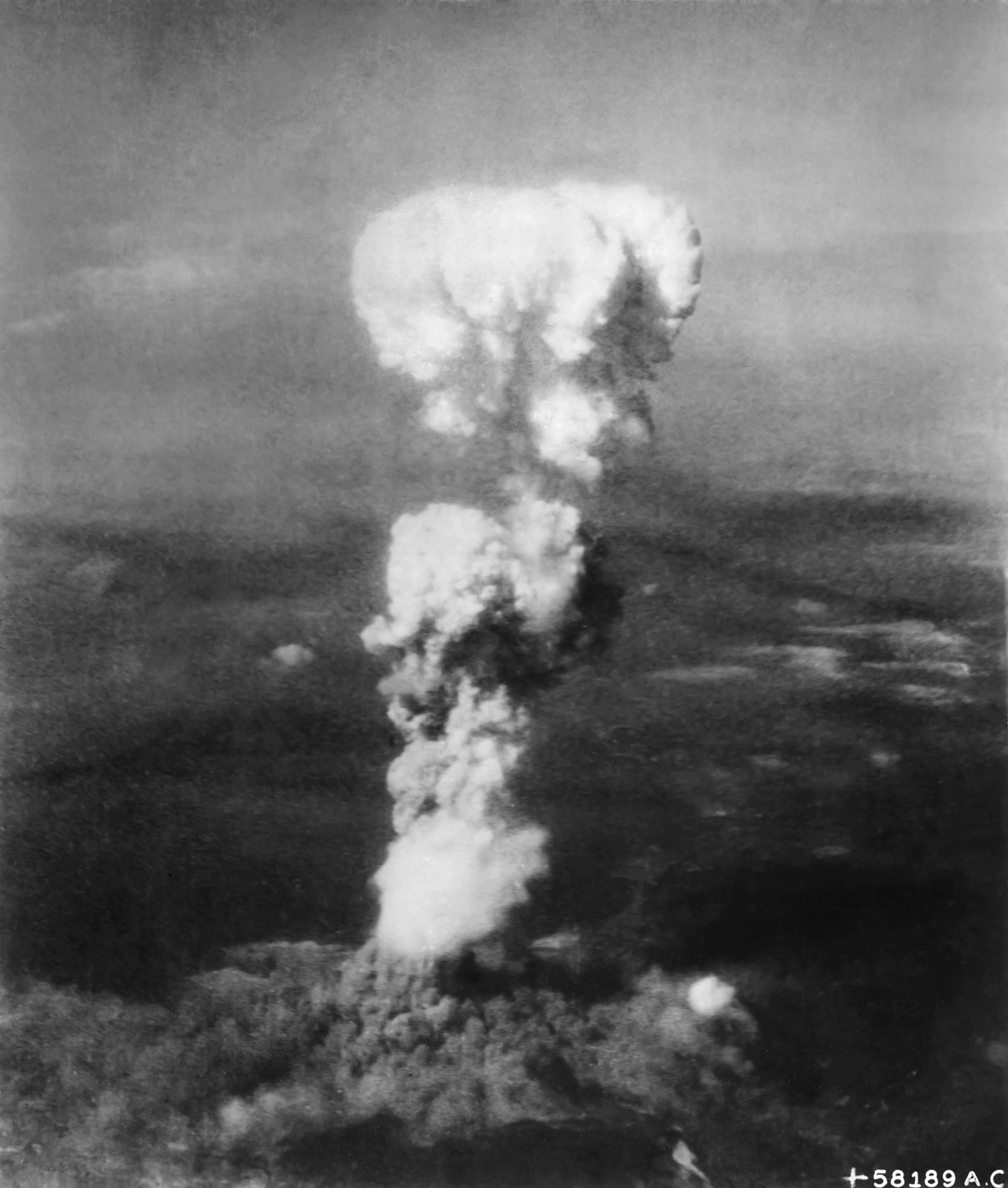
Đám mây hình nấm ở phía trên Hiroshima sau vụ thả bom nguyên tử Little Boy.

Quả bom được thả vào khoảng 08:15 (UTC+09:00) vào ngày 6 tháng 8 năm 1945. Sau khi rơi 43 giây, hệ thống kíp nổ bắt đầu cơ chế phát hỏa. Vụ nổ xảy ra ở độ cao khoảng 1.968 foot (600 m) (có tài liệu cho rằng độ cao phát nổ là 1.885 foot (575 m)). Nó có sức công phá nhỏ hơn Fat Man, quả bom thả xuống Nagasaki, nhưng thiệt hại và số nạn nhân ở Hiroshima cao hơn nhiều, vì Hiroshima ở trên địa hình bằng phẳng, trong khi chấn tiêu của Nagasaki nằm trong một thung lũng nhỏ. Vào thời điểm quả bom phát nổ, có tổng cộng khoảng 348.000 người đang có mặt tại thành phố Hiroshima, bao gồm 285.000 thường dân, 48.000 binh sĩ quân đội Nhật Bản, cùng nhiều công nhân khổ sai và tù binh chiến tranh. Theo số liệu được công bố vào năm 1945, 66.000 người đã thiệt mạng do hậu quả trực tiếp của vụ nổ ở Hiroshima, và 69.000 người bị thương ở các mức độ khác nhau. Trong số những người thiệt mạng đó, khoảng 20.000 người là thành viên của Quân đội Đế quốc Nhật Bản.
Rất khó để đo lường chính xác sức nổ của quả bom Little Boy vì loại vũ khí này chưa bao giờ được thử nghiệm. Tổng thống Harry S. Truman chính thức công bố rằng sức công phá của vụ nổ là 20 kt (84 TJ). Điều này dựa trên đánh giá trực quan của Parsons rằng vụ nổ lớn hơn những gì ông đã chứng kiến trong vụ thử hạt nhân Trinity. Vì ước tính khi đó là 18 kt (75 TJ), người soạn thảo bài phát biểu cho Tổng thống Truman đã làm tròn thành con số 20 kilo tấn TNT. Những cuộc thảo luận sâu hơn sau đó đã bị gạt bỏ, vì sợ sẽ làm giảm nhẹ tác động của quả bom đối với người Nhật. Dữ liệu về vụ nổ đã được thu thập bởi 3 nhà khoa học Luis Alvarez, Harold Agnew và Lawrence H. Johnston trên máy bay thám thính, The Great Artiste, nhưng những dữ liệu này không được dùng để tính toán đương lượng nổ của Little Boy vào thời điểm đó.
Sau khi chiến sự kết thúc, một nhóm khảo sát thuộc Dự án Manhattan bao gồm William Penney, Robert Serber và George T. Reynolds đã được cử đến Hiroshima để đánh giá tác động của vụ nổ. Từ việc đánh giá các tác động lên những vật thể và công trình ở Hiroshima, Penney kết luận rằng sức công phá của Little Boy là 12 ± 1 kilo tấn TNT. Các tính toán sau đó dựa trên kết tụ than hóa thì đánh giá sức nổ từ 13 đến 14 kilo tấn TNT. Năm 1953, Frederick Reines tính toán sức nổ là 15 kt (63 TJ). Con số này trở thành đương lượng nổ chính thức của quả bom Little Boy.

### Dự án Ichiban
Vào năm 1962, những nhà khoa học tại Los Alamos đã tạo ra một mô hình của Little Boy được gọi là "Dự án Ichiban" nhằm tìm ra lời giải cho một số câu hỏi chưa được trả lời, nhưng nó vẫn không làm sáng tỏ tất cả các vấn đề. Năm 1982, Los Alamos đã tạo ra một bản sao của quả bom Little Boy từ bản vẽ và thông số kỹ thuật ban đầu. Phiên bản bản sao này đã được thử nghiệm với chất phóng xạ urani đã được làm giàu nhưng với thiết lập an toàn để không gây ra vụ nổ hạt nhân. Một cần cẩu thủy lực được sử dụng để di chuyển đầu đạn, và người ta thực hiện nhiều thí nghiệm để đánh giá sự phát xạ neutron. Dựa trên những thử nghiệm này và dữ liệu từ máy bay The Great Artiste năm 1945,  đương lượng nổ được ước tính là khoảng 16,6 ± 0,3 kilo tấn TNT. Sau khi thực hiện các phương pháp ước tính, một báo cáo năm 1985 kết luận rằng đương lượng nổ của Little Boy là 15 kt (63 TJ) ± 20%.

## Hậu quả
Tháng 4 năm 1945, sau khi được chọn làm mục tiêu thả bom hạt nhân, Hiroshima không bị oanh tạc như những nơi khác để phục vụ như một mục tiêu hoàn toàn nguyên vẹn, nơi có thể quan sát được ảnh hưởng của bom hạt nhân đối với một thành phố chưa bị tàn phá bởi bom đạn. Trong khi thiệt hại có thể được nghiên cứu sau đó, sức nổ của Little Boy, vốn chưa được thử nghiệm trước đó, chỉ có thể được xác định tại thời điểm phát nổ thông qua những thiết bị thả dù từ máy bay thám thính (chiếc The Great Artiste) đồng hành với chiếc máy bay ném bom. Dữ liệu truyền vô tuyến từ các thiết bị này cho thấy đương lượng nổ của quả bom vào khoảng 15 kt (63 TJ). So sánh sức công phá này với thiệt hại quan sát được tại hiện trường giúp tính toán theo công thức gần đúng, gọi là quy tắc diện tích sát thương 5 psi (34 kPa). Gần như tất cả những người bên trong khu vực mà sóng xung kích tạo ra áp suất cao hơn áp suất khí quyển từ 5 psi trở lên sẽ tử vong. Tại Hiroshima, khu vực đó có đường kính khoảng 3,5 km. Thiệt hại của quả bom Little Boy chủ yếu gây ra do ba tác động chính: vụ nổ, lửa và bức xạ.

### Vụ nổ
Vụ nổ từ một quả bom hạt nhân là kết quả của việc không khí được đốt nóng bằng tia X (có hình dạng như quả cầu lửa) gây ra sóng xung kích hoặc sóng áp suất theo mọi hướng, với vận tốc khi quả bom vừa phát nổ lớn hơn tốc độ âm thanh, tương tự như tiếng sấm được tạo ra bởi tia chớp. Kiến thức về sự tàn phá do các vụ nổ ở đô thị phần lớn dựa trên các nghiên cứu về Little Boy ở Hiroshima. Các tòa nhà ở Nagasaki cũng bị thiệt hại tương tự ở khoảng cách tương tự, nhưng quả bom Nagasaki đã phát nổ cách trung tâm thành phố 3,2 km (2,0 mi) trên địa hình đồi núi vốn thưa thớt nhà cửa.

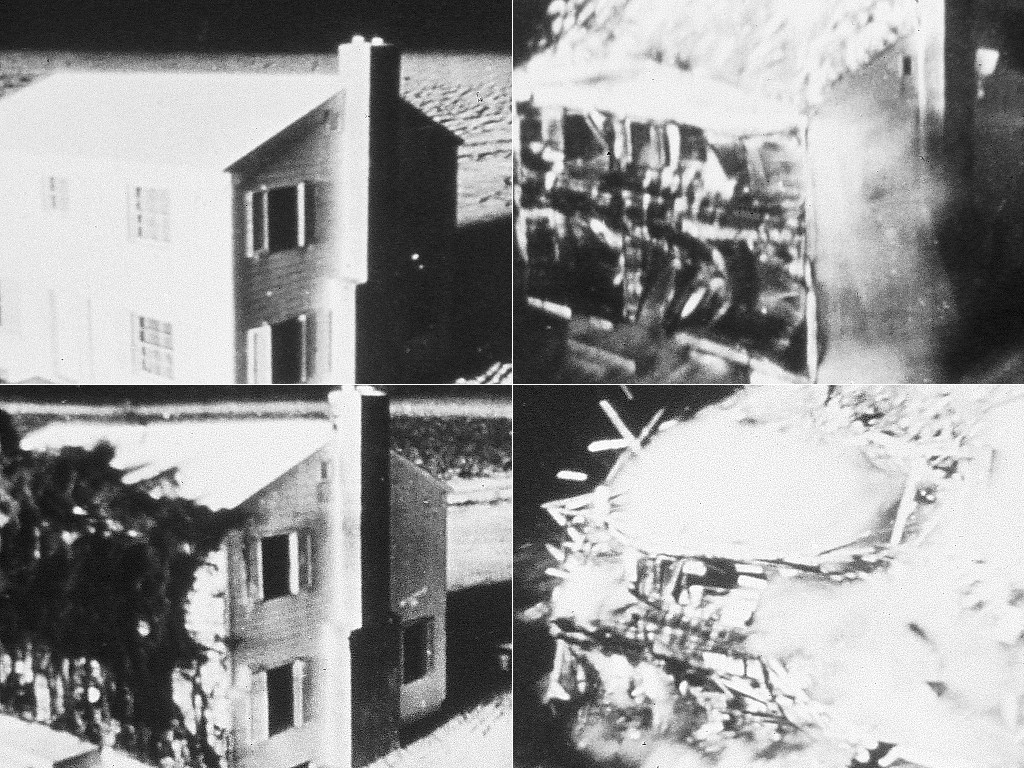
Một ngôi nhà khung gỗ trong thử nghiệm hạt nhân năm 1953, mức quá áp 5 psi

Ở Hiroshima, hầu như mọi thứ trong phạm vi bán kính 1,6 km từ điểm trực giao ngay bên dưới vụ nổ đều bị phá hủy hoàn toàn, ngoại trừ khoảng 50 tòa nhà bê tông chịu động đất, được gia cường kiên cố, chỉ còn lại phần vỏ. Hầu hết mọi thứ bên trong các tòa nhà đều bị phá hủy hoàn toàn, với cửa sổ, cửa ra vào, viền, và khung cửa bị xé toạc. Các vụ nổ thử nghiệm sau đó của vũ khí hạt nhân đối với các ngôi nhà và công trình thử nghiệm khác lân cận đã xác nhận ngưỡng quá áp 5 psi. Các tòa nhà đô thị thông thường khi bị tác động bởi vũ khí hạt nhân đều bị nghiền nát, sụp đổ hoặc phá hủy bên trong do áp suất không khí. Hình bên phải cho thấy ảnh hưởng của sóng áp suất 5 psi do bom hạt nhân tạo ra trên một công trình thử nghiệm ở Nevada vào năm 1953.

### Hỏa hoạn
Hiệu ứng đầu tiên khi vụ nổ xảy ra là nó tạo ra ánh sáng chói lòa, kèm theo bức xạ nhiệt từ quả cầu lửa. Quả cầu lửa ở Hiroshima ước tính có đường kính khoảng 900 foot (270 m), nhiệt độ mặt đất ngay bên dưới quả bom lên đến 7.000 °F (3.870 °C). Gần điểm tâm chấn vụ nổ, tất cả những thứ dễ cháy đều bốc hỏa. Một nạn nhân vô danh nổi tiếng ở Hiroshima, ngồi trên bậc thềm đá cách điểm chấn tiêu 260 mét, phần còn lại chỉ là một cái bóng mờ, đã hấp thụ sức nóng của quả cầu lửa khiến đá xung quanh bị tẩy trắng vĩnh viễn. Trên những vùng chịu tác động từ vụ nổ của quả bom, những đám cháy đồng thời bắt đầu bùng phát do sức nóng của quả cầu lửa và do các bếp, lò bị lật, chập điện, v.v. Hai mươi phút sau khi phát nổ, những đám cháy này đã hợp nhất thành một cơn bão lửa, hút không khí mặt đất từ mọi hướng và tiêu hủy mọi thứ dễ cháy.

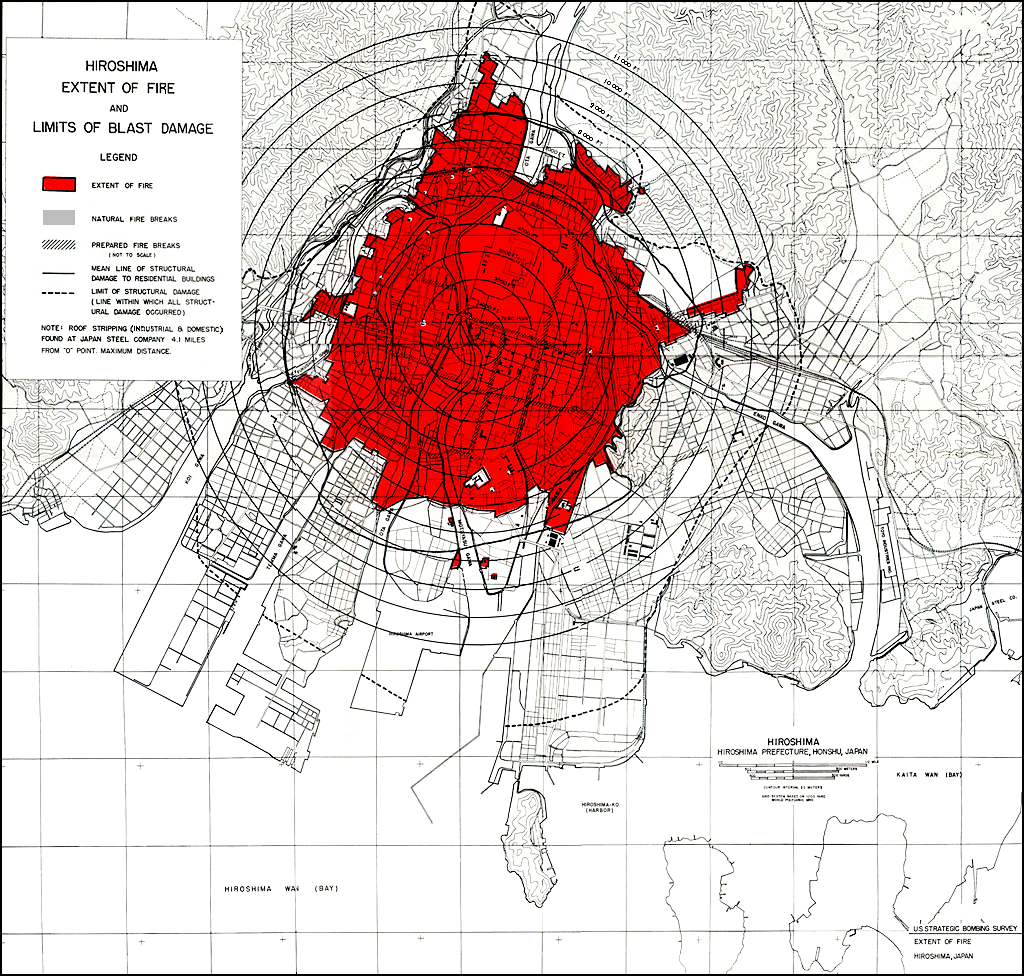
Thiệt hại gây ra do vụ nổ và hỏa hoạn ở Hiroshima, theo bản đồ của báo cáo Khảo sát Pháo kích Chiến lược Hoa Kỳ (USSBS)

Cơn bão lửa ở Hiroshima có đường kính khoảng 3,2 km, gần như tương ứng với vùng thiệt hại nghiêm trọng do vụ nổ gây ra (Xem bản đồ, bên phải). Các tòa nhà bị hư hại do vụ nổ lại tiếp tục trở thành nguồn cung cấp nhiên liệu cho đám cháy. Gỗ kết cấu và đồ nội thất bị vỡ vụn và nằm rải rác. Đường sá ngổn ngang cản trở lực lượng cứu hỏa. Các ống dẫn khí ga bị vỡ đã tiếp nhiên liệu cho các đám cháy, và các đường ống dẫn nước bị vỡ khiến các vòi dẫn nước cứu hỏa trở nên mất tác dụng. Tại Nagasaki, các đám cháy không thể kết hợp thành một cơn bão lửa duy nhất, và khu vực bị cháy chỉ lớn bằng 1/4 như ở Hiroshima, một phần do gió tây nam đã đẩy đám cháy ra khỏi thành phố.
Như bản đồ cho thấy, trận bão lửa ở Hiroshima đã vượt qua những đai trắng ngăn lửa tự nhiên (tức các mạng lưới sông, ngòi), cũng như các đai trắng ngăn lửa nhân tạo. Sự lan truyền của đám cháy chỉ dừng lại khi nó đến rìa của khu vực bị thiệt hại, do dần cạn nhiên liệu cháy.
Không thể xác định con số thương vong chính xác bởi vì nhiều nạn nhân đã bị thiêu do bão lửa, cùng với tất cả các hồ sơ nhân thân của họ. Báo cáo của Dự án Manhattan về Hiroshima ước tính rằng 60% số người chết ngay lập tức là do hỏa hoạn, nhưng kèm theo phần ghi chú rằng "nhiều người ở gần tâm vụ nổ đã bị thương vong do nhiều ảnh hưởng khác nhau do vụ nổ bom gây ra."

### Phóng xạ
Bụi phóng xạ cục bộ là bụi và tro từ hố bom bị ô nhiễm bởi các sản phẩm phân hạch phóng xạ. Chúng rơi xuống mặt đất theo chiều xuôi gió từ hố bom và, chỉ bằng năng lượng bức xạ, đủ khả năng tạo ra một khu vực gây chết người lớn hơn nhiều so với vụ nổ và lửa. Với một vụ nổ trên không trung, các sản phẩm phân hạch có thể bay lên tầng bình lưu, nơi chúng phân tán và trở thành một phần của bầu khí quyển toàn cầu. Vì Little Boy là một vụ nổ trên không trung, cách mặt đất hơn 575 mét, không có hố bom và không có bụi phóng xạ cục bộ.
Tuy nhiên, sự phân hạch của urani trực tiếp phóng ra các bức xạ neutron và gamma cường độ cao. Bán kính sát thương của nó là khoảng 1,3 km, bao phủ khoảng một nửa khu vực bão lửa. Ước tính khoảng 30% trong số người tử vong ngay lập tức là những người bị hấp thụ mức phóng xạ trực tiếp gây chết người này, nhưng sau đó đã chết trong trận bão lửa trước khi vết thương do bức xạ của họ trở nên rõ ràng. Hơn 6.000 người sống sót sau vụ nổ và hỏa hoạn, nhưng chết vì vết thương do phóng xạ. Trong số những người sống sót bị thương, 30% bị thương do bức xạ nhưng đã hồi phục, tuy nhiên lại có nguy cơ mắc bệnh ung thư suốt đời. Cho đến nay, không có bằng chứng liên quan đến bức xạ về các bệnh di truyền được quan sát thấy trong số những đứa trẻ của những nạn nhân còn sống sót.

### Tương quan so với các vũ khí truyền thống
Mặc dù Little Boy phát nổ với năng lượng tương đương 16 kt (67 TJ), báo cáo Khảo sát Pháo kích Chiến lược (USSBS) ước tính rằng để tạo ra hậu quả cháy nổ tương đương như vậy phải cần đến 2.100 tấn bom thông thường: "220 chiếc B-29 mang theo 1.200 tấn bom cháy, 400 tấn chất nổ công phá và 500 tấn bom bi." Tuy nhiên, do mục tiêu của Little Boy nằm trên một mặt phẳng hai chiều, tác động ở phần thẳng đứng của một vụ nổ hạt nhân hình cầu đơn đã bị lãng phí rất nhiều. Phương thức hoạt động của bom chùm gồm các vụ nổ nhỏ hơn sẽ là loại bom có hiệu suất năng lượng phù hợp với mục tiêu hơn.

## Giai đoạn hậu chiến

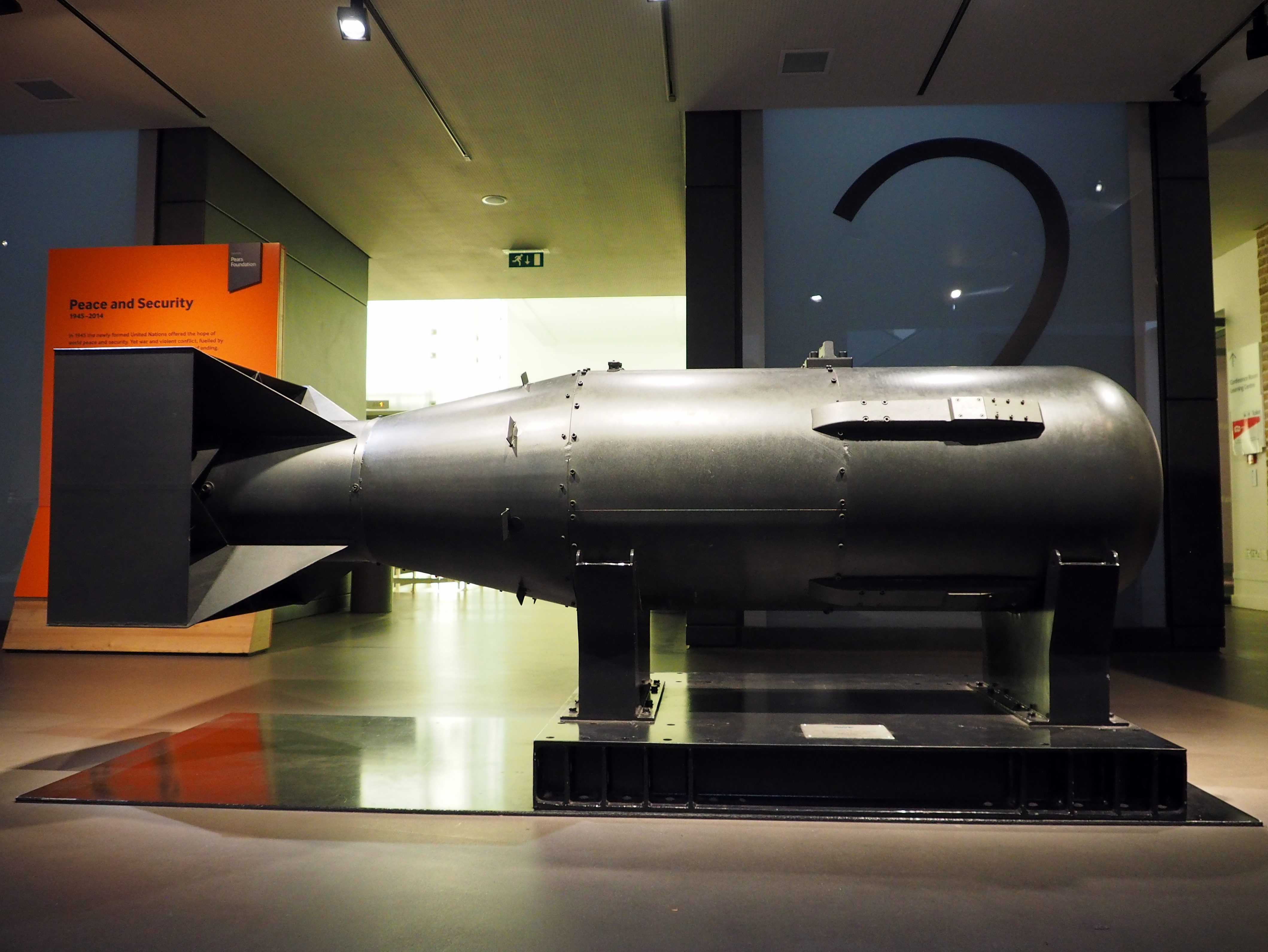
Một trong 5 mẫu vỏ bom được dùng để sản xuất Little Boy được trưng bày tại Bảo tàng Chiến tranh Hoàng gia ở London năm 2015

Khi chiến tranh kết thúc, người ta đã không nghĩ rằng thiết kế Little Boy, vốn có hiệu năng thấp, sẽ lại được sử dụng và do vậy nhiều bản thảo cùng sơ đồ đã bị hủy. Tuy nhiên, vào giữa năm 1946, các lò phản ứng ở Cơ sở Hanford đã bị ảnh hưởng nặng nề bởi hiệu ứng Wigner. Đối mặt với viễn cảnh không còn plutoni cho các lõi mới và không còn poloni cho các bộ khởi tạo dùng cho các lõi đã được sản xuất, Giám đốc Dự án Manhattan, Thiếu tướng Leslie R. Groves, đã ra lệnh rằng một số phiên bản Little Boy được chuẩn bị như một biện pháp tạm thời cho đến khi tìm được phương pháp giải quyết vấn đề. Khi đó, không ai có sẵn những bộ tổ hợp Little Boy cũng như không thể tìm thấy bộ sơ đồ thiết kế toàn diện nào liên quan đến Little Boy, mặc dù vẫn tồn tại các bản vẽ của các bộ phận riêng lẻ khác nhau và những phụ tùng thay thế.
Tại Căn cứ Sandia, ba sĩ quan Lục quân, Đại úy Albert Bethel, Richard Meyer và Bobbie Griffin đã cố gắng tái sản xuất Little Boy. Họ được giám sát bởi Harlow W. Russ, một chuyên gia về Little Boy, người đã phục vụ cho Dự án Alberta trên đảo Tinian, và hiện là lãnh đạo của Nhóm Z-11 thuộc Chi đoàn Z của Phòng thí nghiệm Los Alamos tại Sandia. Dần dần, họ tìm ra các bản vẽ và xác định các bộ phận chính xác, đồng thời tìm ra cách phối hợp các bộ phận này với nhau. Cuối cùng, họ đã xây dựng được sáu bộ tổ hợp Little Boy. Mặc dù phần vỏ bom, rãnh súng, và các thành phần đã được thử nghiệm, nhưng không có urani làm giàu nào được cung cấp cho bom. Đến đầu năm 1947, vấn đề gây ra bởi hiệu ứng Wigner dần được giải quyết và ba sĩ quan trên đã được thuyên chuyển công tác sang nhiệm vụ khác.
Cục Vũ khí Hải quân đã chế tạo 25 tổ hợp Little Boy vào năm 1947 để sử dụng cho máy bay chống ngầm hạt nhân Lockheed P2V Neptune (có thể phóng nhưng không đáp cánh trên hàng không mẫu hạm lớp Midway). Các bộ phận của Little Boy được sản xuất bởi Nhà máy Vũ khí Hải quân ở Pocatello, Idaho và ở Louisville, Kentucky. Đến năm 1948, người ta tạo ra đủ vật liệu có thể phân hạch để chế tạo mười "quả đạn" và "mục tiêu", mặc dù chỉ có đủ bộ kích hoạt neutron cho sáu quả. Tất cả các tổ hợp Little Boy đã được rút khỏi biên chế vào cuối tháng 1 năm 1951.
Viện Smithsonian đã trưng bày một phiên bản Little Boy hoàn chỉnh nhưng không chứa urani đã được làm giàu cho đến năm 1986. Bộ Năng lượng Hoa Kỳ đã thu hồi phiên bản này từ bảo tàng để loại bỏ các thành phần bên trong của nó, để đảm bảo quả bom không thể bị đánh cắp và kích nổ bằng vật liệu phân hạch. Chính phủ sau đó đã trả lại chiếc vỏ trống cho Viện Smithsonian vào năm 1993. Ngoài ra, có thêm ba quả bom cũng bị giải giới hiện đang được trưng bày tại Hoa Kỳ; một quả khác đặt tại Bảo tàng Chiến tranh Hoàng gia ở London.

### Ấn phẩm
- Abrahamson, James L.; Carew, Paul H. (2002). Vanguard of American Atomic Deterrence. Westport, Connecticut: Praeger. ISBN 0-275-97819-2. OCLC 49859889.
- Axelrod, Alan (2008). The Real History of World War II: A New Look at the Past. Real History Series. Sterling. ISBN 978-1-4027-4090-9. Bản gốc lưu trữ ngày 2 tháng 8 năm 2021. Truy cập ngày 2 tháng 8 năm 2021.
- Bernstein, Jeremy (2007). Nuclear Weapons: What You Need to Know. Cambridge University Press. ISBN 978-0-521-88408-2.
- Campbell, Richard H. (2005). The Silverplate Bombers: A History and Registry of the Enola Gay and Other B-29s Configured to Carry Atomic Bombs. Jefferson, North Carolina: McFarland & Company. ISBN 0-7864-2139-8. OCLC 58554961.
- Coster-Mullen, John (2012). Atom Bombs: The Top Secret Inside Story of Little Boy and Fat Man. Waukesha, Wisconsin: J. Coster-Mullen. OCLC 298514167.
- Diacon, Diane (1984). Residential Housing and Nuclear Attack. London: Croom Helm. ISBN 978-0-7099-0868-5.
- D'Olier, Franklin, biên tập (1946). United States Strategic Bombing Survey, Summary Report (Pacific War). Washington: United States Government Printing Office. Truy cập ngày 6 tháng 11 năm 2013. This report can also be found here.
- Glasstone, Samuel (1962). The Effects of Nuclear Weapons, Revised Edition. United States: United States Department of Defense and United States Atomic Energy Commission. ISBN 978-1258793555.
- ——; Dolan, Philip J. (1977). The Effects of Nuclear Weapons, Third Edition. United States: United States Department of Defense and United States Department of Energy. ISBN 978-1603220163.
- Gosling, F. G. (1999). The Manhattan Project: Making the Atomic Bomb. Bộ Năng lượng Hoa Kỳ. ISBN 978-0-7881-7880-1.
- Groves, Leslie R. (1962). Now it Can Be Told: the Story of the Manhattan Project. New York: Da Capo Press (1975 reprint). ISBN 0-306-70738-1.
- Ham, Paul (2014). Hiroshima Nagasaki: The Real Story of the Atomic Bombings and Their Aftermath. St. Martin's Press. ISBN 978-1-250-04711-3.
- Hansen, Chuck (1995). Volume V: US Nuclear Weapons Histories. Swords of Armageddon: US Nuclear Weapons Development since 1945. Sunnyvale, California: Chuckelea Publications. ISBN 978-0-9791915-0-3. OCLC 231585284.
- —— (1995a). Volume VII: The Development of US Nuclear Weapons. Swords of Armageddon: US Nuclear Weapons Development since 1945. Sunnyvale, California: Chuckelea Publications. ISBN 978-0-9791915-7-2. OCLC 231585284.
- Hoddeson, Lillian; Henriksen, Paul W.; Meade, Roger A.; Westfall, Catherine L. (1993). Critical Assembly: A Technical History of Los Alamos During the Oppenheimer Years, 1943–1945. New York: Cambridge University Press. ISBN 0-521-44132-3. OCLC 26764320.
- Izumi S, Koyama K, Soda M, Suyama A (tháng 11 năm 2003). "Cancer incidence in children and young adults did not increase relative to parental exposure to atomic bombs". British Journal of Cancer. Quyển 89 số 9. tr. 1709–1713. doi:10.1038/sj.bjc.6601322. PMC 2394417. PMID 14583774.
- ——, Suyama A, Koyama K (tháng 11 năm 2003). "Radiation-related mortality among offspring of atomic bomb survivors: a half-century of follow-up". International Journal of Cancer. Quyển 107 số 2. tr. 292–297. doi:10.1002/ijc.11400. PMID 12949810. S2CID 23902907.
- Jones, Vincent (1985). Manhattan: The Army and the Atomic Bomb (PDF). Washington, D.C.: United States Army Center of Military History. OCLC 10913875. Truy cập ngày 25 tháng 8 năm 2013.
- Kelly, Cynthia C. (2007). The Manhattan Project: The Birth of the Atomic Bomb in the Words of Its Creators, Eyewitnesses, and Historians. Black Dog & Leventhal Publishers. ISBN 978-1-57912-747-3. Truy cập ngày 6 tháng 9 năm 2021.
- Nichols, Kenneth (1987). The Road to Trinity: A Personal Account of How America's Nuclear Policies Were Made. New York: William Morrow. ISBN 068806910X. OCLC 15223648.
- Olson, Steve (2020). The Apocalypse Factory: Plutonium and the Making of the Atomic Age. W. W. Norton & Company. ISBN 978-0-393-63498-3. Truy cập ngày 6 tháng 9 năm 2021.
- Rhodes, Richard (1986). The Making of the Atomic Bomb. New York: Simon & Schuster. ISBN 0-684-81378-5. OCLC 13793436.
- —— (1995). Dark Sun: The Making of the Hydrogen Bomb. New York: Touchstone. ISBN 0-684-82414-0.
- Richardson, David; và đồng nghiệp (tháng 9 năm 2009). "Ionizing Radiation and Leukemia Mortality among Japanese Atomic Bomb Survivors, 1950–2000". Radiation Research. Quyển 172 số 3. tr. 368–382. Bibcode:2009RadR..172..368R. doi:10.1667/RR1801.1. PMID 19708786. S2CID 12463437.{{Chú thích tạp chí}}:  Quản lý CS1: ref trùng mặc định (liên kết)
- Serber, Robert; Crease, Robert P. (1998). Peace & War: Reminiscences of a Life on the Frontiers of Science. New York: Columbia University Press. ISBN 978-0231105460. OCLC 37631186.

### Trực tuyến
- "Hiroshima / Nagasaki: CTBTO Preparatory Commission". Hiệp ước Cấm thử Hạt nhân Toàn diện (CTBT). ngày 7 tháng 8 năm 2011. Bản gốc lưu trữ ngày 17 tháng 5 năm 2021. Truy cập ngày 5 tháng 8 năm 2021.
- Carr, Alan (ngày 6 tháng 7 năm 2020). "Why wasn't Little Boy tested?". Los Alamos National Lab. Bản gốc lưu trữ ngày 12 tháng 7 năm 2021. Truy cập ngày 5 tháng 8 năm 2021.
- Field, Andrea (ngày 30 tháng 7 năm 1945). "Construction, Sinking, Casualties, & Facts". Encyclopedia Britannica. Bản gốc lưu trữ ngày 31 tháng 8 năm 2021. Truy cập ngày 29 tháng 7 năm 2021.
- Ahrens, Thomas J. (1998). "Francis Birch – Harvard University" (PDF). Viện Hàn lâm Khoa học Quốc gia Hoa Kỳ. Bản gốc lưu trữ ngày 4 tháng 3 năm 2021. Truy cập ngày 29 tháng 7 năm 2021.{{Chú thích web}}:  Quản lý CS1: ref trùng mặc định (liên kết)
- "Genetic Effects: Question #7". Radiation Effects Research Foundation (Quỹ nghiên cứu ảnh hưởng phóng xạ). Bản gốc lưu trữ ngày 2 tháng 8 năm 2021. Truy cập ngày 2 tháng 8 năm 2021.
- "Hiroshima and Nagasaki Bombing Timeline". Atomic Heritage Foundation. ngày 26 tháng 4 năm 2016. Truy cập ngày 2 tháng 8 năm 2021.
- "Human Shadow Etched in Stone". Photographic Display. Bảo tàng Tưởng niệm Hòa bình Hiroshima. Bản gốc lưu trữ ngày 20 tháng 7 năm 2021. Truy cập ngày 6 tháng 11 năm 2013.
- Johnson, Richard; Berkowitz, Bonnie (ngày 5 tháng 8 năm 1945). "An illustrated history of the Hiroshima and Nagasaki nuclear bombings". Washington Post. Bản gốc lưu trữ ngày 29 tháng 7 năm 2021. Truy cập ngày 2 tháng 8 năm 2021.
- Malik, John S. (1985). "The yields of the Hiroshima and Nagasaki nuclear explosions" (PDF). Los Alamos National Laboratory report number LA-8819. Truy cập ngày 6 tháng 11 năm 2013.
- "Manhattan Project: The Atomic Bombing of Hiroshima, ngày 6 tháng 8 năm 1945". OSTI.GOV. ngày 6 tháng 8 năm 1945. Bản gốc lưu trữ ngày 26 tháng 3 năm 2021. Truy cập ngày 2 tháng 8 năm 2021.
- "Plutonium". Atomic Heritage Foundation. ngày 14 tháng 12 năm 1940. Bản gốc lưu trữ ngày 15 tháng 5 năm 2021. Truy cập ngày 19 tháng 7 năm 2021.
- Ruane, Michael (ngày 5 tháng 8 năm 2020). "Hiroshima's Enola Gay carried 12 men, hope and the world's deadliest weapon". Washington Post. Bản gốc lưu trữ ngày 7 tháng 7 năm 2021. Truy cập ngày 5 tháng 8 năm 2021.
- Samuels, David (ngày 15 tháng 12 năm 2008). "Atomic John: A truck driver uncovers secrets about the first nuclear bombs". The New Yorker. Bản gốc lưu trữ ngày 28 tháng 9 năm 2021. Truy cập ngày 30 tháng 8 năm 2013.
- The Manhattan Engineer District (ngày 29 tháng 6 năm 1946). "The Atomic Bombings of Hiroshima and Nagasaki". Project Gutenberg (Public Domain). Lưu trữ (PDF) bản gốc ngày 6 tháng 4 năm 2012. Truy cập ngày 2 tháng 8 năm 2021. Bài báo này còn có thể được xem ở đây và ở đây.
- Beauchemin, Eric (ngày 31 tháng 7 năm 1995). "The ongoing research into the effects of radiation". Radio Netherlands Archives. Bản gốc lưu trữ ngày 28 tháng 10 năm 2020. Truy cập ngày 2 tháng 8 năm 2021.{{Chú thích web}}:  Quản lý CS1: ref trùng mặc định (liên kết)
- "The Trinity Test". OSTI.GOV. ngày 6 tháng 8 năm 1945. Bản gốc lưu trữ ngày 16 tháng 7 năm 2021. Truy cập ngày 5 tháng 8 năm 2021.
- "USS Indianapolis". Atomic Heritage Foundation. ngày 3 tháng 6 năm 2016. Truy cập ngày 29 tháng 7 năm 2021.